# ベネディクト会
ベネディクト会（ベネディクトかい、ラテン語: Ordo Sancti Benedicti, 英語: Benedictine Order）は、現代も活動するカトリック教会最古の修道会。

## 概略
529年にヌルシアのベネディクトゥスがローマ・ナポリ間のモンテ・カッシーノに創建した。その戒律は「服従」「清貧」「童貞（純潔）」であった。ベネディクト会士は黒い修道服を着たことから「黒い修道士」とも呼ばれた。
ベネディクトゥスが修道院の生活の規範とした戒律（「聖ベネディクトゥス戒律」）は、12世紀に至るまで西方教会唯一の修道会規であり、フランシスコ会・ドミニコ会以後の多くの修道会の会憲・会則のモデルとなった。ベネディクトゥスの妹スコラスティカも、同じ精神を持って生活する女子修道院を開いている。同会の会員は「清貧」「従順」「貞潔」および「定住」の誓願をたて、修道院において、労働と祈りの共同生活を送った。これが観想修道会の基準となった。

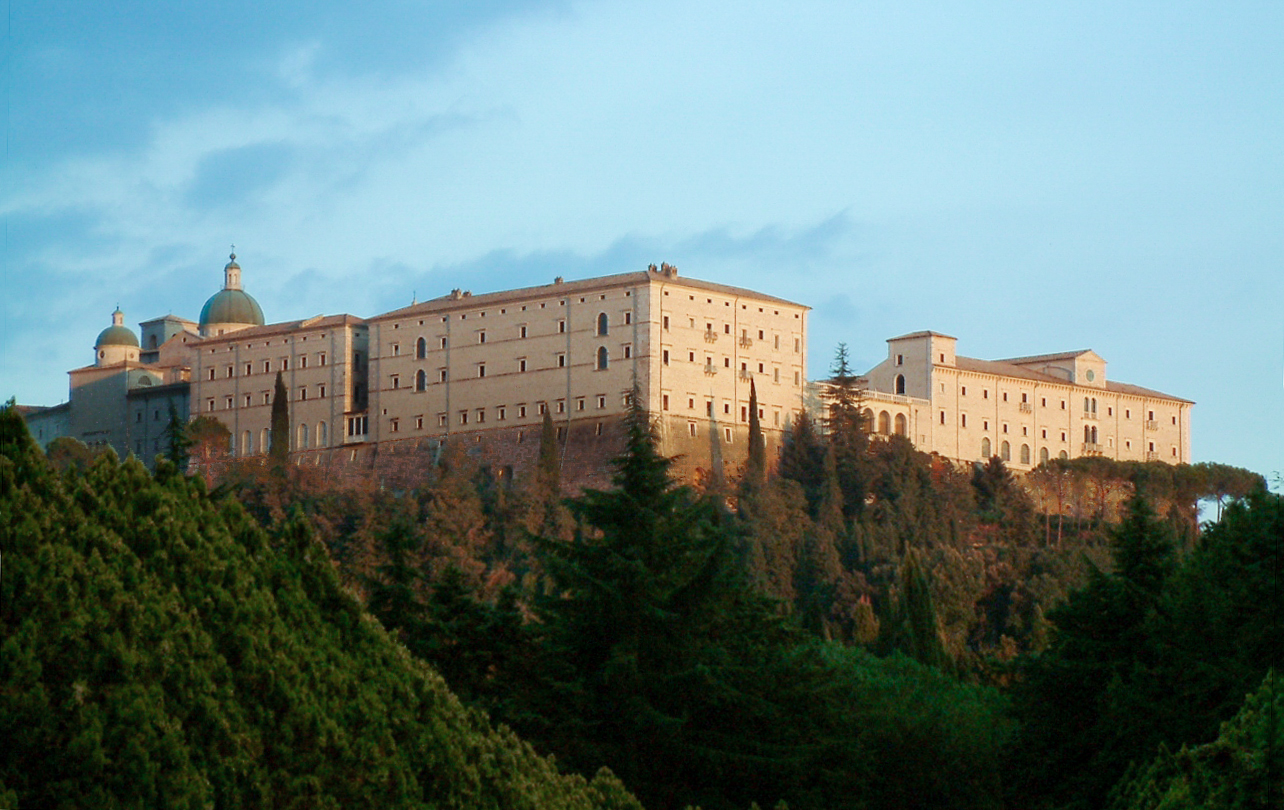
モンテ・カッシーノの岩山とベネディクト修道院

同会の伝道範囲・活動範囲は、イタリア半島のみならず現在のイギリス、ドイツ、デンマーク、スカンジナヴィア半島、アイスランド、スイス、スペインに及んだ。中世ヨーロッパにおいて、伝道・神学・歴史記録・自然研究・芸術・建築・土木のそれぞれにおいて果たした役割は大きい。
修道院が広大な領地や財産を有するようになった時代、教会刷新をめざしてクリュニー会がベネディクト会の中から派生し、910年、クリュニー改革運動が起きた。12世紀中ごろ以降のベネディクト会は、世俗化により衰退した時期もあったが、1400年頃から再び改革運動が起きた。ベネディクト会からはクリュニー会の他にも、カマルドリ会、シトー会、厳律シトー会（トラピスト会）など、多くの修道会が派生したが、ベネディクト会そのものも存続し続けている。
画像のような荘厳な建物のひとつは、エステ家の枢機卿イッポーリト2世・デステにより1565年ごろから改修工事などが行われ、現代（2001年）において世界遺産に登録されたものまである。
宗教改革時代に修道会は打撃を受け、イギリス、デンマーク、ノルウェー、スウェーデンの修道院は解散させられ、ドイツでは全体の3分の1を喪失した。19世紀初頭には世俗化する西欧各国の動向によりほとんどの修道院が解散もしくは廃止させられたが、その後、1830年頃から次第に復興のきざしがみえ、近代に入って学問研究、典礼運動などを契機に復興を果たし、今日にいたっている。日本においては、厳律シトー会に属する北海道北斗市のトラピスト修道院でベネディクト会の活動の様態を知ることができる。

## ベネディクト会出身の人物
- ピウス7世 - ローマ教皇